# Moe St. Jacques
Maurice Royal St. Jacques (né le 25 juin 1948 à Maniwaki, dans la province de Québec au Canada) est un joueur canadien de hockey sur glace. Il évolue au poste de Centre. Il est le frère cadet de Gilles St. Jacques, lui aussi joueur de hockey.

## Carrière de joueur
Moe est sélectionné en 11e lors du repêchage de 1966 de la Ligue nationale de hockey.
Après avoir évolué dans une ligue juvénile du côté de Rouyn en 1964-1965, il signe avec les Nationals de London qui évolue dans l'Association de hockey de l'Ontario pour les deux saisons suivantes.
Sa carrière professionnelle commence lors de la saison 1967-1968, il joue pour les Apollos de Houston en Ligue centrale de hockey.
Il entame la saison 1968-1969 en tant que membre de l'équipe des Barons de Cleveland jouant en Ligue américaine de hockey, mais est rapidement prêté aux Comets de Clinton en Ligue de hockey de l'est.
Il dispute avec eux trois saisons : 1968-1969, 1969-1970 et 1970-1971. Lors des deux premières, il signe le doublé saison régulière et la Coupe EHL Walker et il finit 3e du classement des buteurs de 1969-1970.
Lors de la saison 1972-1973, il retente sa chance en LAH, il intègre l'effectif des Clippers de Baltimore. Malheureusement pour lui, il n'est pas conservé au terme de la saison.
La saison 1973-1974, il tente un dernier contrat professionnel, avec les Jets de Johnstown évoluant en Ligue de hockey du nord de l'amérique. L'essai ne s'avère pas concluant et il met un terme à sa carrière après 24 match, à l'âge de 26 ans.

## Statistiques
| Saison    | Équipe                | Ligue |    | Saison régulière | Saison régulière | Saison régulière | Saison régulière | Saison régulière |   | Séries éliminatoires | Séries éliminatoires | Séries éliminatoires | Séries éliminatoires | Séries éliminatoires |
| Saison    | Équipe                | Ligue | PJ | B                | A                | Pts              | Pun              | PJ               | B | A                    | Pts                  | Pun                  |                      |                      |
| 1965-1966 | Nationals de London   | AHO   | 44 | 14               | 10               | 24               | 29               | -                | - | -                    | -                    | -                    |                      |                      |
| 1966-1967 | Nationals de London   | AHO   | 47 | 15               | 12               | 27               | 69               | -                | - | -                    | -                    | -                    |                      |                      |
| 1967-1968 | Apollos de Houston    | LCH   | 51 | 11               | 15               | 26               | 51               | -                | - | -                    | -                    | -                    |                      |                      |
| 1968-1969 | Barons de Cleveland   | LAH   | 8  | 1                | 2                | 3                | 12               | -                | - | -                    | -                    | -                    |                      |                      |
| 1968-1969 | Comets de Clinton     | EHL   | 44 | 23               | 21               | 44               | 69               | 17               | 9 | 5                    | 14                   | 18                   |                      |                      |
| 1969-1970 | Comets de Clinton     | EHL   | 69 | 52               | 43               | 95               | 144              | 16               | 6 | 3                    | 9                    | 21                   |                      |                      |
| 1970-1971 | Comets de Clinton     | EHL   | 71 | 18               | 28               | 46               | 64               | 5                | 1 | 3                    | 4                    | 10                   |                      |                      |
| 1972-1973 | Clippers de Baltimore | LAH   | 49 | 5                | 9                | 14               | 32               | -                | - | -                    | -                    | -                    |                      |                      |
| 1974-1975 | Jets de Johnstown     | NAHL  | 24 | 4                | 7                | 11               | 9                | -                | - | -                    | -                    | -                    |                      |                      |